# Choca-pintada
Formigueiro-perlado ou choca-pintada (Megastictus margaritatus) é uma espécie de ave da família Thamnophilidae. É a única espécie do género Megastictus.
Pode ser encontrada nos seguintes países: Brasil, Colômbia, Equador, Peru e Venezuela.
Os seus habitats naturais são: florestas subtropicais ou tropicais húmidas de baixa altitude.

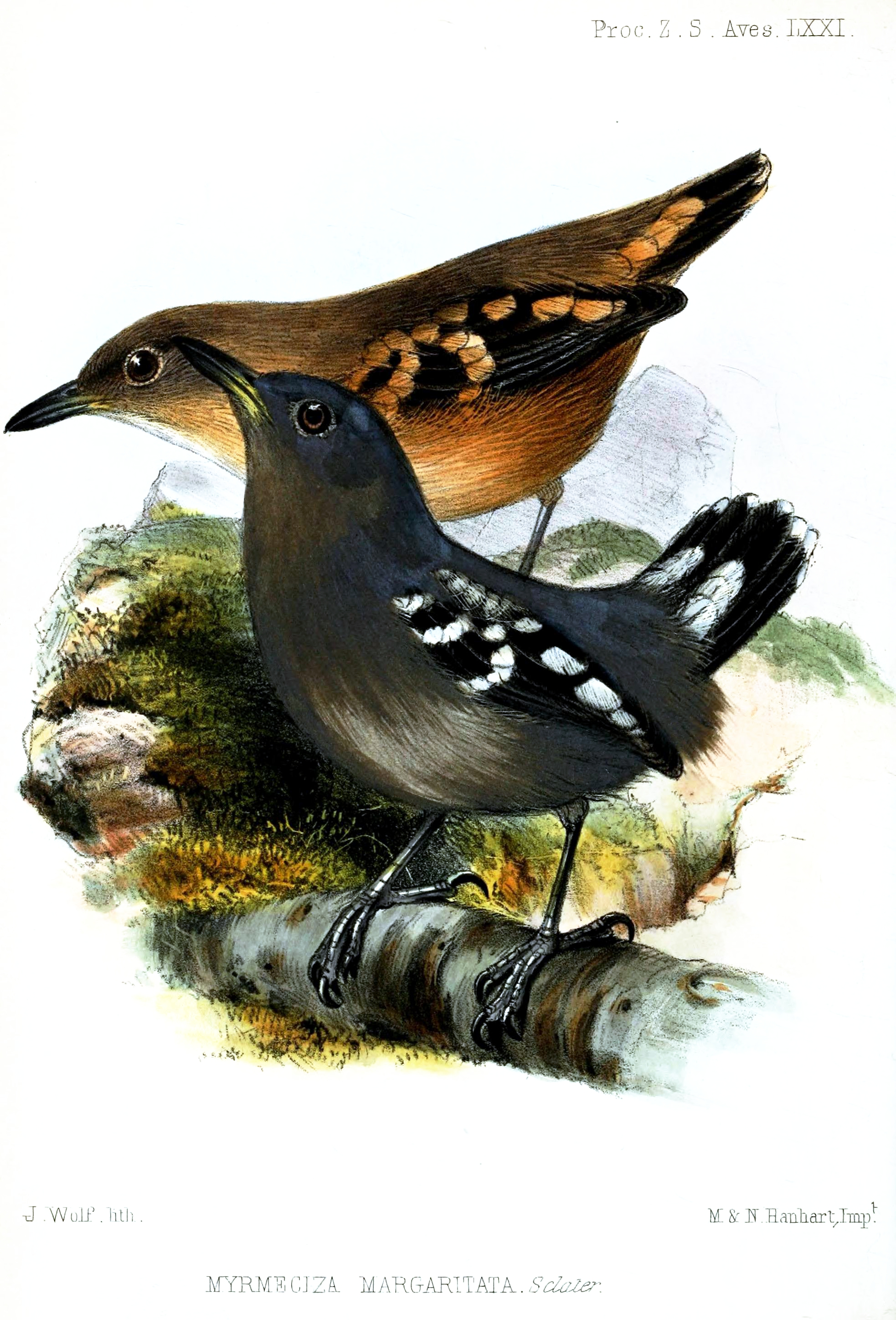